# 九住心
九住心，佛教術語，指奢摩他的修習過程，通過這個九個階段的訓練，就可以進入心一境性，成就正定。
九住心分為九個階段：
1. 令心內住(adhyātmam eva cittaṃsthāpayati)
2. 續住(saṃsthāpayati)
3. 安住(avasthāpayati)
4. 近住(upasthāpayati)
5. 調順(damayati)
6. 寂靜(śamayati)
7. 最極寂靜(vyupaśamayati)
8. 專注一趣(ekotīkaroti)
9. 等持(samādhatte)

在修習九住心的過程中，可能會有一些身心上的變化，但是仍然還未成就正定。要到輕安發起時,才能稱為止成就，進入未到地定。